# Mamut de Jarkov
El mamut de Jarkov, nombrado así por la familia que lo descubrió, es un ejemplar de mamut macho de la especie Mammuthus primigenius descubierto por un niño de nueve años en la península de Taimyr en 1997. Se estima que este mamut vivió aproximadamente hace unos 20 000 años y probablemente murió a la edad de 47 años.

## Descubrimiento
Simon Jarkov, un joven dolgano de la localidad de Játanga a 800 km al norte del Círculo polar ártico, visitaba a su familia en Novorybnoye, a unos 240 km de distancia. Mientras se encontraba de cacería notó unos salientes curvados en la nieve de alrededor de 1,8 m de largo. Después de descubrir que se trataba de unos colmillos de mamut, Simon, junto con su hermano, reportaron el hallazgo al departamento de Reserva Natural de Taimyr. La primera acción que tomaron las autoridades fue la de mover los colmillos, que el director, Yuri Karbuinov, comenta:

Primero intentamos moverlos, pero después recomendé asegurarlos donde se encontraban ya que parecía tratarse de un hallazgo único.

Como inicialmente el departamento de reserva natural no se mostró interesado en el descubrimiento, la familia Jarkov contactó al bien conocido buscador de mamuts Bernard Buigues. El 18 de octubre de 1999, el bloque de barro y nieve fue transportado vía helicóptero a una cueva glacial en las afueras de Khatanga.

## Investigación
El mamut de Jarkov fue recuperado de un bloque de barro y hielo de 23 toneladas y transportado a Khatanga bajo la supervisión del buscador de mamuts francés Bernard Buigues.
El mamut extraído reside ahora en una cueva glacial donde cerca de treinta y seis científicos de todo el mundo, incluyendo al experto en mamuts ruso Alexei Tikhonov, realizan estudios y profundas investigaciones. La excavación y el estudio que se han realizado al animal han sido filmados y seguidos muy de cerca por el Discovery Channel.
Muestras de tuétano y restos de plantas del Pleistoceno dentro del estómago del animal han sido enviados a varios laboratorios para su análisis. Desde el 2001 se desconoce si el mamut permanece en condición intacta. Se han tomado cerca de 50 muestras del mamut de Jarkov para investigación y fechamiento a través del carbono 14. Ahora es bien sabido que los mamuts ya habitaban la región de Taimyr miles de años antes de lo que se creía.
Los científicos han determinado que solamente existen dos razones por las cuales la población de mamuts abandonó esa región dos veces, entre el 34 000 y 30 000 a. C. y el 17 000 al 12 000 a. C., ya sea buscando alimento o escapando a una inundación. Se cree que el mamut de Jarkov pudo haber vivido entre esos dos periodos, cerca del 18 380 a. C.

## Clonación
Algunos científicos han mostrado su interés y han enfocado sus esperanzas en que ADN del mamut pueda ser extraído para ser clonado y así algún día traer de vuelta la especie. Sin embargo, algunos otros, como Alexei Tikhonov, han manifestado su preocupación sobre la viabilidad de que el material extraído pueda ser usado para clonación. De acuerdo con Tikhonov:

Para llevar a cabo la clonación, se tiene que tener tan solo una célula viva y ninguna célula puede sobrevivir la congelación.